# Fervidobacterium changbaicum
Fervidobacterium changbaicum è una specie di batterio anaerobio termofilo. È non-sporulante, motile, gram-negativo e bastoncellare. Il ceppo tipo è CBS-1(T)  (=DSM 17883(T) =JCM 13353(T)).